# Баллас Михайло Костянтинович
Миха́йло Костянти́нович Баллас (нар. біля 1851 — пом. біля 1918) — російський вчений виноградар і винороб.
Проводив дослідження в галузі виноградарства і виноробства поблизу міста Аккермана Бессарабської губернії (нині Білгород-Дністровський Україна). Автор 6-томного історико-статистичного нарису «Виноробство в Росії» (виданий в 1895—1903 в Санкт-Петербурзі) — праці, названої М. О. Пеляхом «своєрідною енциклопедією виноградарства і виноробства». У нарисі Баллас показав стан виноградарства і виноробства в Російській імперії, дав характеристику розвитку галузі в Бессарабії, Криму, на Кавказі, в Закавказзі та інших регіонах.
Баллас прагнув сприяти розвитку виноградарства і виноробства в країні, брав активну участь у роботі Товариства сільського господарства півдня Росії і в виданні «Вісника виноробства» (Одеса).